# André Auffray
Pour les articles homonymes, voir Auffray.
Alexandre Offray, plus connu sous le nom d'André Auffray, né le 13 mai 1884 à Saumur et mort le 4 novembre 1953 à Paris, est un coureur cycliste français. Lors des Jeux olympiques de 1908 à Londres, il a remporté la médaille d'or en tandem avec Maurice Schilles et la médaille de bronze des 5 km.
Il est enterré au cimetière du Père-Lachaise (89e division).

## Palmarès

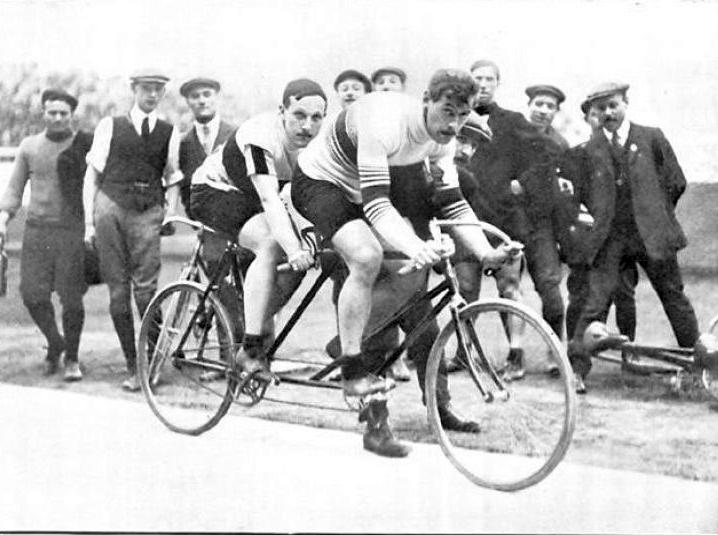
Les français Maurice Schilles et André Auffray, vainqueurs de la course en tandem des JO de 1908 (Londres).

### Jeux olympiques
- Londres 1908
  -  Champion olympique du tandem (avec Maurice Schilles)
  -  Médaillé de bronze des 5 km

### Championnats du monde amateurs
- Paris 1907
  -  Médaillé d'argent de la vitesse

### Autres courses
- Grand Prix de Paris amateurs : 1907 (3e : 1908 et 1909)